# Ірен Ґест
Ірен Ґест (англ. Irene Guest, 22 липня 1900 — 14 червня 1970) — американська плавчиня.
Олімпійська чемпіонка 1920 року.